# Tosie
Tosie – wieś w Polsce położona w województwie mazowieckim, w powiecie sokołowskim, w gminie Kosów Lacki. Ma status sołectwa.
| SIMC    | Nazwa   | Rodzaj    |
| ------- | ------- | --------- |
| 0676430 | Dąbrowa | część wsi |

W latach 1954–1959 wieś należała i była siedzibą władz gromady Tosie, po jej zniesieniu w gromadzie Kosów Lacki. W latach 1975–1998 miejscowość administracyjnie należała do województwa siedleckiego.
Wierni kościoła rzymskokatolickiego należą do parafii Parafia Narodzenia Najświętszej Maryi Panny w Kosowie Lackim.